# وردناو
وردناو (ارمنی: Որդնավ)، زرنلی (ترکی آذربایجانی: Zərnəli) یک منطقهٔ مسکونی در جمهوری آرتساخ است که در استان کاشاتاق واقع شده‌است.